# ワンダーヴィレッジ
芸能事務所ワンダーヴィレッジ (WONDER VILLAGE INC.)は、東京都港区に本社を置く日本の芸能事務所である。

## 概要
総勢のタレント数は不明。俳優・アイドルのマネジメントを手掛けている。テレビ局をはじめとした各メディアへのプロモーションも行っている。

### 俳優・タレント部門
- 所属タレントの多くは基本的に俳優としてのみ活動しており、バラエティ番組への出演など、いわゆるタレント活動を並行して行っている所属者は少数である。
- ジャニーズJr.を主演とした、舞台製作を行っている。基本的にキャストは吉本興業の芸人数名、ジャニーズJr.のアイドル数名、ワンダーヴィレッジに属している俳優・タレント、インフルエンサーなども出演している。

### 音楽アーティスト・アイドル部門
- 公式サイトで確認できるアーティストは金子恭平、BSK、Kotatzが所属しており、SNS活動、ライブなど行っている。
- 2020年代では.BPMというアイドルがBSKによって結成された。活動の範囲は様々でラジオやテレビ、インターネット配信番組など多方面で活動してる。

## 主な所属俳優・タレント・アーティスト・アイドル

### 女性
- 綺咲愛里
- 高任芹奈
- 伊禮恵
- 亀井理那
- あやかんぬ
- 島田侑佳
- .BPM
- YUM!-TUK!

### 男性
- 金子恭平
- BSK
- 市川欣希
- 天野旭陽
- 米澤賢人
- 黒藤結軌